# Lucjusz Skryboniusz Libon (konsul 16 n.e.)
Lucius Scribonius Libo – syn Lucjusza Skryboniusza Libona i Kornelii Pompei Magny, brat Marka Skryboniusza Libona Druzusa. Konsul w 16 n.e.

## Życiorys
Ze strony matki był potomkiem Gnejusza Pompejusza Wielkiego. W 16 n.e. był konsulem przez pierwszą część roku razem z Sisenną Statiliuszem Taurusem. W tym samym roku jego brat Marek Skryboniusz Libon Druzus popełnił samobójstwo po tym jak został oskarżony o przygotowywanie zamachu stanu przeciwko Tyberiuszowi. Był jednym z siedmiu kapłanów zwanych epulonami (septemviri epulonum) oraz prawdopodobnie właścicielem kamieniołomów w Lunie w Etrurii.

## Dzieci
- Skrybonia

## Źródła
- Tacyt: Dzieła. Tłumaczenie Seweryn Hammer. Warszawa: Czytelnik, 2004. ISBN 83-07-02993-7. Brak numerów stron w książce